# Servicio Arqueológico Griego
El Servicio Arqueológico Griego (en griego: Αρχαιολογική Υπηρεσία) es un servicio estatal, bajo la supervisión del Ministerio de Cultura griego, responsable de la supervisión de todas las excavaciones arqueológicas, museos y el patrimonio arqueológico del país en general. Es el servicio más antiguo de Europa, fundado en 1833, inmediatamente después de la fundación del estado griego moderno.